# Libelloides rhomboideus
Libelloides rhomboideus är en insektsart som först beskrevs av Schneider 1845.  Libelloides rhomboideus ingår i släktet Libelloides och familjen fjärilsländor.

## Underarter
Arten delas in i följande underarter:
- L. r. rhomboideus
- L. r. cretensis